# Csiangmen
Csiangmen (kínaiul 江门, pinjin: Jiāngmén) prefektúra szintű város Kínában, Kuangtung tartományban. Lakosainak száma 4 798 090 fő (2020).

## Népesség
| 2019 | 4 630 300 |
| 2020 | 4 798 090 |

## Testvérvárosok
- Riverside
- Kota Kinabalu
- Surabaya